# Scopula ferrilineata
Scopula ferrilineata är en fjärilsart som beskrevs av Moore 1888. Scopula ferrilineata ingår i släktet Scopula och familjen mätare. Inga underarter finns listade.